# Ludwig Karl Ehrenfried Pfeiffer
Ludwig Karl Ehrenfried Pfeiffer, född den 17 augusti 1861 i Würzburg, död den 7 januari 1945 i Schwerin, var en tysk läkare.
Pfeiffer studerade medicin i München och ägnade sig (med Carl von Voit som lärare) särskilt åt fysiologi och (under Max von Pettenkofer) hygien. Han blev medicine doktor 1886 på en avhandling om fettmängden i kroppens organ. Åren 1887—1894 var Pfeiffer assistent hos Pettenkofer, om vilken han skrev sympatiska erinringar ("Aerztliche Monatsschrift", 1899). Han blev privatdocent i München 1890, 1894 extra ordinarie och 1899 ordinarie professor i hygien i Rostock. Pfeiffer tillhörde som hygieniker Pettenkofers skola. Han skrev om användandet av svavelsyrlighet och svavelsyrliga salter som konserveringsmedel (Verwendung der schweflichen Säure zur Conservierung von Nahrungsmittel, München 1889, och Zur Kenntniss der giftigen Wirkungen der schweflichen Säure und ihre Salze, 1890), om rationell näring (Grundsätze richtiger Ernährung, 1893). Ett av hans kända arbeten behandlar den viktiga hygieniska frågan om flodernas självrensning (Zur Frage der Selbstreinigung der Flüsse, 1893). En lång rad arbeten föreligger från hans hand i samarbete med elever.